# Kurt Vyth

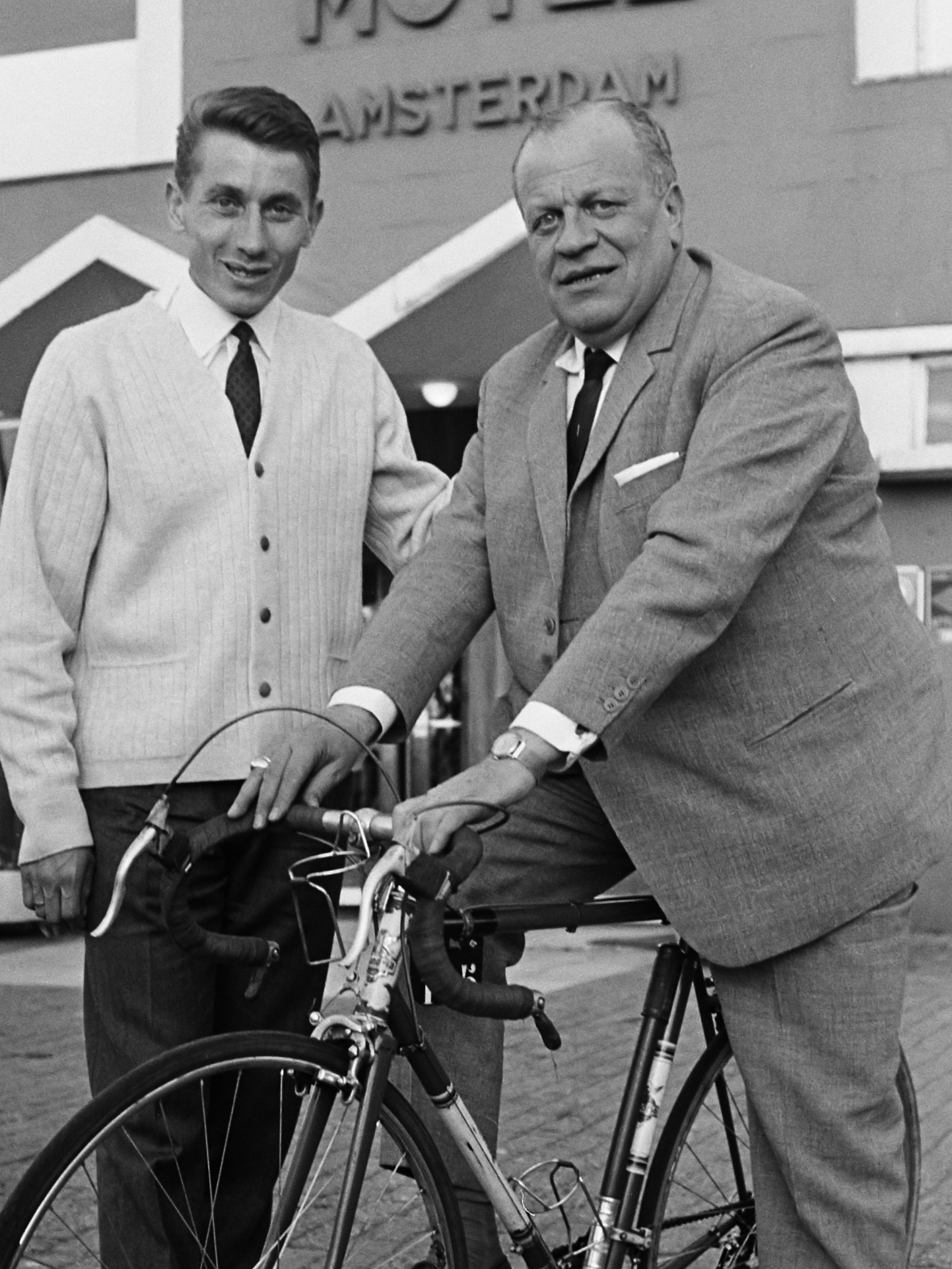
Jacques Anquetil und Kurt Vyth (1965)

Kurt Vyth (* 28. März 1910 in Kalkar; † 28. Dezember 1977 in Amsterdam) war ein niederländischer Unternehmer, Sportmäzen und -promoter.
Kurt Vyth wurde in Kalkar geboren. Nach der „Machtergreifung“ durch die Nationalsozialisten wurde Vyth, der Jude war, wegen der Verteilung von antinazistischen Flugblättern verhaftet. Nach Beendigung der Haft flüchtete er in die Niederlande, wo er 1941 von der Gestapo erneut festgenommen wurde. Vom Durchgangslager Westerbork aus wurde er in das Ghetto Theresienstadt deportiert, wo er das Kriegsende überlebte.
Vyth ging zurück in die Niederlande und begründete eine Fabrik zur Herstellung von Batterien und Akkus, Acifit Accu’s. 1950 erhielt er die niederländische Staatsangehörigkeit.
Kurt Vyth machte sich in den Niederlanden nicht nur einen Namen als erfolgreicher Unternehmer, sondern vor allem als Sportmäzen, -promoter und -veranstalter. Er sponserte die Fußballmannschaften BVC Amsterdam, Beiname De Zwarte Schapen, und später die Zwols(ch)e Boys. Angeregt durch seinen Freund und Mitarbeiter, den ehemaligen Sechstagefahrer Henk Lakeman, rief er 1966 nach 31 Jahren Pause das Amsterdamer Sechstagerennen wieder ins Leben und initiierte das Straßenrennen Großer Preis der Niederlande als Ersatz für die Niederlande-Rundfahrt, die mehrere Jahre lang nicht stattfand.